# Wacker (Heve)
Die Wacker ist ein 4,5 km langer, linker Nebenfluss der Bache im nordrhein-westfälischen Warstein, Deutschland.

## Geographie
Die Wacker entspringt an der Südostflanke des Neuen Berg am Eulenpfad auf einer Höhe von 468 m ü. NHN. Zunächst in östliche Richtungen abfließend wendet sich der Bach nach kurzer Fließstrecke nach Nordnordost. Nach 4,5 km mündet der Bach linksseitig auf 337 m ü. NHN in die Bache, einem Quellfluss der Heve. Die Mündung liegt westlich von Hirschberg-Bache.
Bei einem Höhenunterschied von 131 Metern beträgt das mittlere Sohlgefälle 15,8 ‰. Das 8,301 km² große Einzugsgebiet wird über Bache/Lottmannshardbach, Heve, Möhne, Ruhr und Rhein zur Nordsee entwässert.

### Nebenflüsse
Der Wacker fließen zahlreiche kurze Wasserläufe zu. Wichtigster Nebenfluss ist die 3,7 km lange Bormecke. Im Folgenden werden die Nebenflüsse genannt, die im Gewässerverzeichnis NRW genannt werden. 
| Name        | Lage   | Länge in km | GKZ      |
| ----------- | ------ | ----------- | -------- |
| N.N.        | rechts | 2,1         | 276262 2 |
| Katersiepen | links  | 0,9         | 276262 4 |
| Bormecke    | rechts | 3,7         | 276262 6 |